# Berloque Gomes
Berloque Gomes é um personagem do universo Disney. É uma sátira ao famoso detetive Sherlock Holmes, criado por Arthur Conan Doyle. Além de Berloque, existe outro personagem Disney também baseado em Sherlock Holmes, Sir Lock Holmes. Ambos os personagens nunca se encontraram em uma história, mas já apareceram juntos em uma capa.
Criado em 1952 por Riley Thomson nos EUA.
Ao contrário de Sir Lock Holmes, Berloque não é atrapalhado e consegue ajudar a polícia a resolver os casos de que participa.Ambos os personagens já apareceram juntos em uma capa brasileira e numa história de uma página produzida para o mercado holandês.
Possui cerca de 40 histórias, quase todas publicadas no Brasil , sempre ajudando Mickey e o Coronel Cintra na solução de algum caso, muitos contra o Mancha Negra.

## Nomes em outros idiomas
- Alemão: Spürli
- Dinamarquês: Herlock Shomes
- Finlandês: Herlokki Solmunen
- Francês: Charles Rollmops
- Grego: Σέρλοκ Χαλμς
- Holandês: Sul Dufneus
- Inglês: Shamrock Bones
- Italiano: Shamrock Bondes
- Norueguês: Bein Holmsen
- Polonês: Herlock Szolms
- Sueco: Skärlock Holmes